# USA's forsvar
USA's forsvar består af seks forskellige værn.[kilde mangler] De seks er underlagt det amerikanske forsvarsministerium, mens kystvagten i fredstid er underlagt det amerikanske sikkerhedsministerium. De fem værn er: 
- United States Army – den amerikanske hær.
- United States Navy – den amerikanske flåde.
- United States Marine Corps – det amerikanske marinekorps.
- United States Air Force – det amerikanske luftvåben.
- United States Coast Guard – den amerikanske kystvagt.

Herudover blev den 20. december 2020 grundlagt 
- United States Space Force – den amerikanske rumstyrke, der er undergivet luftvåbnet.